# Eva Kjer Hansen
Eva Kjer Hansen (født 22. august 1964 og opvokset i Hellevad) er en dansk politiker fra Venstre, tidligere medlem af Folketinget og tidligere minister for fiskeri og ligestilling og nordisk samarbejde. Hun har gennem tiden siddet på flere ministerposter under både Anders Fogh Rasmussen og Lars Løkke Rasmussen.

## Politisk karriere
Eva Kjer Hansen var medlem af Venstres Ungdoms landsstyrelse 1982-85 og havde i samme periode en række tillidsposter i VU på lokal, amts- og landsplan. Hun var medlem af Europabevægelsens repræsentantskab i Sønderjylland fra 1983. I 1985 blev hun Venstres folketingskandidat i Haderslevkredsen, fra 1990 i Koldingkredsen og siden 2007 i Kolding Sydkredsen.
Eva Kjer Hansen blev indvalgt i Folketinget første gang i 1990. I perioden 1994-1999 var hun samtidig indvalgt i Europa-Parlamentet, hvor hun var næstformand i Det Europæiske Liberaldemokratiske Parti. Som europaparlamentsmedlem var Eva Kjer Hansen medlem af Budget- og Budgetkontroludvalget og medlem af Det Særlige Undersøgelsesudvalg vedrørende Transittransporter.
Efter folketingsvalget i 2001 blev Eva Kjer Hansen Venstres socialordfører, og den 2. august 2004 blev hun udnævnt til socialminister og minister for ligestilling i regeringen Anders Fogh Rasmussen I i forbindelse med en mindre regeringsomdannelse. I et interview i Jyllands-Posten den 18. september 2005 vakte Eva Kjer Hansen opsigt ved at udtale om økonomisk ulighed, at "Vi står midt i et opgør med årtiers socialdemokratisk inspireret lighedsmageri. Det er slut nu. Uligheden er der. Og uligheden må gerne blive større, for den skaber dynamik i samfundet. Vi skal bare sikre, at dynamikken også kommer de dårligst stillede til gode." En lang række af især oppositionspolitikere reagerede stærkt på udtalelsen, som Eva Kjer Hansen siden trak tilbage, efter hun dog i Jyllands-Posten havde understreget, at "Jeg har en positiv vision for samfundet. Jeg synes, at de rige skal blive rigere, og at de fattige skal blive rigere. De to ting er ingen modsætning, tværtimod. Alligevel fremstiller nogle det, som om jeg skulle ønske dårligere forhold for de svagest stillede. Sikke noget vrøvl. Jeg vil bekæmpe fattigdom, ikke rigdom. Man får ikke mere velstand til de fattige ved at bekæmpe de rige."
Eva Kjer Hansen fortsatte som social- og ligestillingsminister i regeringen Anders Fogh Rasmussen II, og ved dannelsen af regeringen Anders Fogh Rasmussen III 23. november 2007 blev hun udnævnt til minister for fødevarer, landbrug og fiskeri, en post, hun fortsatte på også i begyndelsen af regeringen Lars Løkke Rasmussen I, men ved en større ministerrokade den 23. februar 2010 blev hun afsat som minister, hvorefter hun overtog posten som formand for Det Udenrigspolitiske Nævn og næstformandskabet i Europaudvalget. Som minister for fødevarer, landbrug og fiskeri støttede Eva Kjer Hansen bl.a. en ophævelse af braklægningsordningen i 2007, argumenterede for at mindske EU's landbrugsstøtte og gennemførte en ny økologilov.
Fødevareminister Eva Kjer Hansen fik i 2009 en alvorlig næse af Folketingets Europaudvalg, fordi hun efter otte måneder endnu ikke havde fortalt udvalget, hvordan regeringen ville undgå skader på natur og miljø på grund af EU's ophævelse af landbrugets tvungne braklægning 
Da der i juni 2015 igen skulle dannes en borgerlig regering, blev Kjer Hansen endnu engang hentet ind som miljø- og fødevareminister, men hun måtte forlade posten igen allerede i februar 2016, efter at støttepartiet Konservative Folkeparti mistede tilliden til hende i forbindelse med arbejdet med at udarbejde en ny landbrugspakke, hvor Kjer Hansen havde leveret forkerte oplysninger til Folketinget
. Dette udløste en mindre regeringskrise, og Kjer Hansen måtte vige pladsen til fordel for Esben Lunde Larsen.
Tilliden var dog genoprettet, da Eva Kjer Hansen 2. maj 2018 igen blev udnævnt til minister, denne gang for fiskeri, ligestilling og nordisk samarbejde.
Ved Folketingsvalget 2022 opnåede Kjer Hansen ikke genvalg.

### Kommunalpolitik
Kjer Hansen stillede op som spidskandidat for Venstre i Kolding Kommune ved kommunalvalget i 2021 og har siden 1. januar 2022 været medlem af Kolding Byråd. Den lokale valgkamp blev på forhånd i medierne omtalt som en "præsidentvalgkamp" mellem Eva Kjer Hansen og en anden tidligere minister og landskendt politiker, Socialistisk Folkepartis Villy Søvndal. Selvom Venstre blev det største parti ved valget, blev det dog de Konservatives Knud Erik Langhoff, der vandt borgmesterposten i kommunen.

## Øvrig karriere og tillidsposter
Kjer Hansen tog studentereksamen fra Aabenraa Statsskole i 1983, er ba.polit. fra 1989 og cand.polit. fra 2012 og har tillægsuddannelsen fra Danmarks Journalisthøjskole (1991). Hun har været folketingsmedlem for Venstre siden 12. december 1990, indvalgt i Vejle Amtskreds.
Hun har været medlem af Atlantsammenslutningens Repræsentantskab fra 1990 og formand fra 2000 til 2004.
I 2005 blev hun udnævnt til kommandør af Dannebrogordenen.

## Privat
Eva Kjer Hansen er datter af landmand Hans Hansen og Ellen Kjer Hansen. Hun er gift med Jörgen Hansen Berg, med hvem hun har tre døtre.

## Eksterne kilder
- Eva Kjer Hansen på Folketingets hjemmeside
- Gammelt portrætfoto Arkiveret 11. marts 2020 hos  Wayback Machine